# Xandro Valerio
Alejandro Rodríguez Gómez (Moguer, 1896 - Madrid, 1966) fue un poeta y letrista español conocido como Xandro Valerio. Es considerado como un autodidacta de muchas lecturas y fina sensibilidad. Su nombre está ligado a la copla andaluza.

## Biografía
Nació en la localidad onubense de Moguer (España) en 1896. En sus primeros años compatibilizó su trabajo en un banco con la escritura de crónicas y versos para algunos diarios. También escribió en aquella época la comedia La piadosa ilusión que fue llevada a escena. Luego marchó a Barcelona donde conoció al poeta y letrista Rafael de León. De la colaboración con Juan Solano Pedrero y Ochaíta surgieron canciones muy populares como El Porompompero. Entre sus letras destacan Tatuaje, Manolo Cruz, La casa de papel, Dolores la Petenera, Cuchillito de Agonía, Cinco Farolas, ¡Cría Cuervos!, Concha Piquer, Me casó mi madre, o La Parrala, las cuales formaron parte del repertorio de Concha Piquer, Juanito Valderrama, el Príncipe Gitano o Juanita Reina. Fue tal el éxito de la letra de La Parrala, dedicada a su conciudadana Dolores Parrales "La Parrala", que de ella se hicieron una comedia y una película.
En su obra poética se encuentran: Niño y Pueblo. Versos de Moguer de 1935, Gozos del amor en silencio. Romances y sonetos de 1950, y Llegada de Dios y las voces de la muerte de 1961. Jugó un papel destacado en la renovación de la poesía española de finales del siglo XX, junto a los poetas sevillanos congregados en el grupo Ultra. Alejandro Rodríguez Gómez publicó sus poemas en la famosa revista Grecia, considerada por aquellas fechas como el principal cauce de expresión de la nueva estética vanguardista que, procedente de Francia, se estaba asentando en la capital andaluza gracias al empuje de estos jóvenes escritores. Sin embargo, frente al resto de los autores ultraístas de dicho período, la obra de Xandro Valerio hace gala de exquisitez formal y una densidad espiritual que no pasaron inadvertidas para los primeros estudiosos de la literatura española de Vanguardia, ni para quienes tuvieron ocasión de conocer directamente la producción poética general del grupo Ultra. Así, Francisco Cuenca Benet dejó estampada la siguiente semblanza del poeta onubense: "Entre la moderna generación de poetas españoles figura este escritor en puesto predominante, no sólo por el sentimiento y la emotividad de sus concepciones, especialmente en los madrigales, sino por su recia contextura espiritual y el exquisito léxico con que matiza sus obras". Los poemas de Xandro Valerio aparecidos entre las vanguardistas páginas de Grecia son los titulados Ego, El madrigal de la muerte y Obsesión.
Como compositor participó en las siguientes películas de la época:
- Bienvenido, Mister Marshall. (1953). De Luis García Berlanga.
- Historias de la radio. (1955). De José Luis Sáenz de Heredia.
- Sucedió en Sevilla. (1955). De José Gutiérrez Maesso.
- Malagueña. (1956). De Ricardo Núñez Lissarrague.
- Veraneo en España. (1956). De Miguel Iglesias.
- Lo que cuesta vivir. (1957). De Ricardo Núñez Lissarrague.

Los últimos años de su vida Valerio los dedicó a escribir poemas empapados de una gran espiritualidad. Murió en Madrid en 1966.